# Oberto II d'Este
Oberto II d'Este (947-1014), est un noble italien de la lignée des Obertenghi, actif dans le nord de l'Italie entre 947 et 1014, à l'origine de la Maison d'Este.

## Biographie
Issu d'une lignée de marquis et de comtes palatins, fils d'Oberto Ier, il hérite de son père, vers 975, d'importants domaines répartis dans le nord de la péninsule, ainsi que de titres et de charges liées à la maison royale.
Lors de la rébellion d’Arduin d’Ivrée, roi de Lombardie et usurpateur du trône d‘Italie, il s'engage à ses côtés avec ses deux fils Alberto Azzo et Hugues, encourant ainsi la disgrâce de la part de l'Empereur. 
Un temps prisonnière d'Henri II du Saint-Empire et dépouillée de ses fiefs, la famille rentre en grâce vers l’an 1014.
Son fils, Alberto Azzo, sera à l'origine de la Maison d'Este.

## liens internes
- Maison d'Este